# Waldspirale
La « Waldspirale » ou « La forêt en spirale » a été construite à Darmstadt entre 1998 et 2000.
Cet édifice de douze étages est constitué de différentes couches de béton de recyclage multicolore. La façade a été construite avec originalité. L’harmonie des couleurs flamboyantes contraste avec l’environnement naturel de la forêt autour et à l’intérieur de l’édifice. Le toit est constitué d’un jardin de tilleuls et d’érables. Une aire de jeux et un ruisseau artificiel se situent en haut du bâtiment. Un restaurant avec un bar à cocktails se trouve dans la tour sud-est, et un café est situé dans la tour d’en face. L'installation extérieure est en libre accès. Les formes circulaires et les courbes créent un paysage en osmose avec la nature. Les arbres juxtaposés en colimaçon épousent parfaitement les lignes de la résidence. Les tons de couleur sont doux et se fondent dans le paysage naturel.
L’artiste Friedensreich Hundertwasser est mort en février 2000 quelques mois avant l'achèvement du bâtiment.

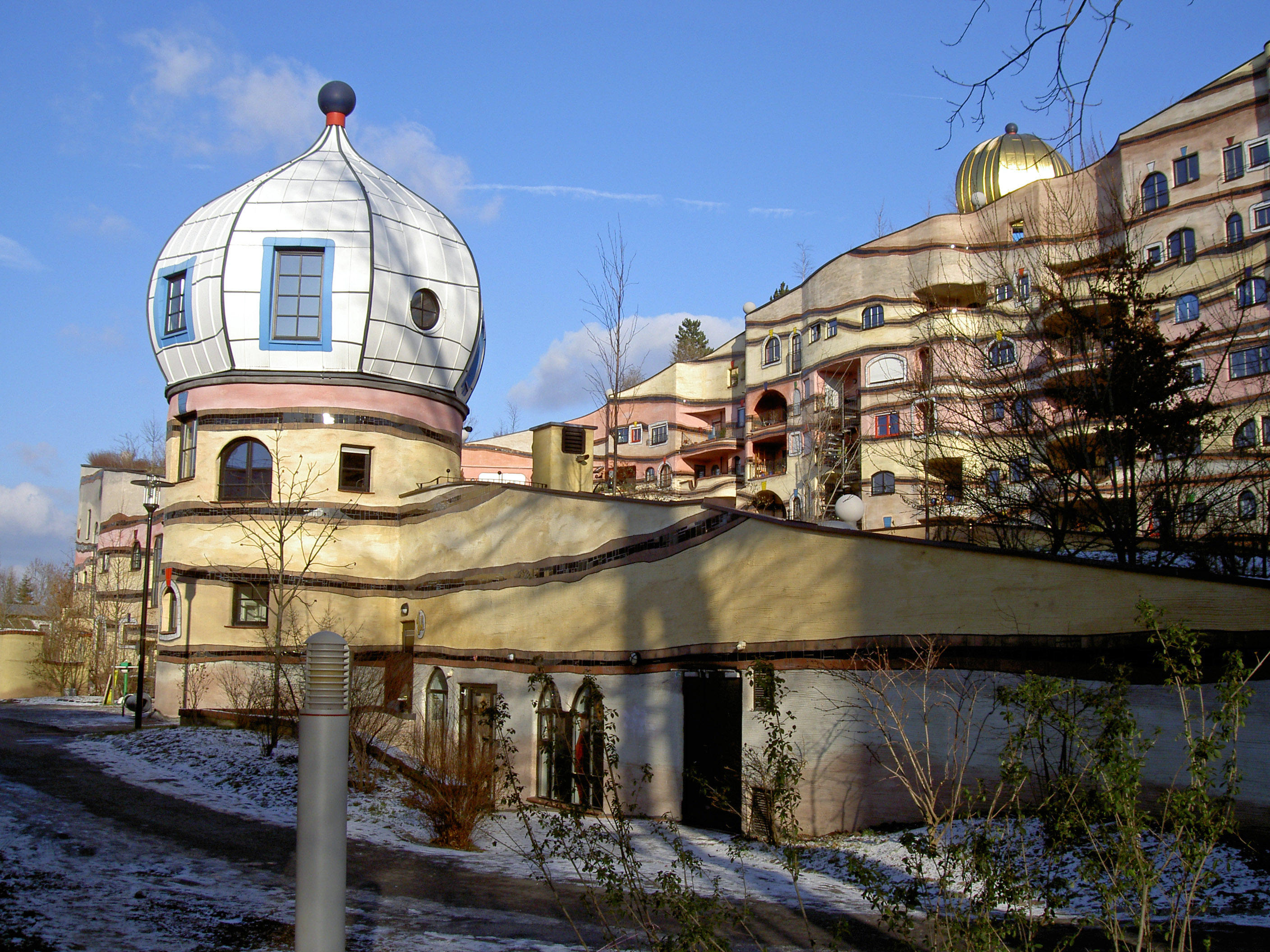
La forme de la spirale et une des tours.

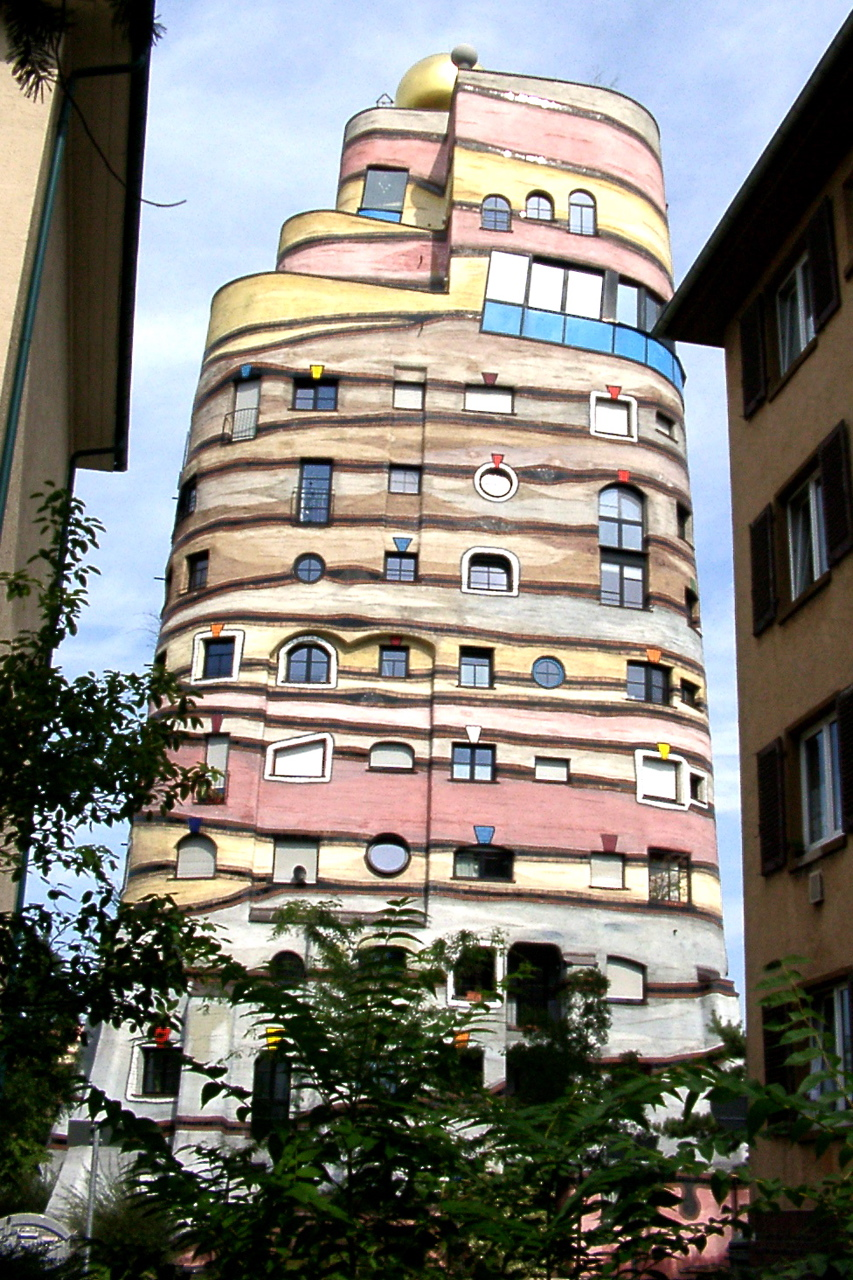
La construction d’Hundertwasser : la « Spirale forestière ».